# Quảng cáo bán lẻ
Quảng cáo bán lẻ đề cập đến quảng cáo cho doanh nghiệp bán lẻ, liên quan đến kinh doanh tư nhân của các chi nhánh. Hơn nữa, chỉ định Bán lẻ cũng được sử dụng trong ngành du lịch và ngân hàng.
Tối ưu hóa quảng cáo cá nhân đạt được khi vị trí của người nhận (khách hàng, người dùng) được xác định. Trong tiếp thị kỹ thuật số, nó có thể được kiểm soát thông qua tiếp thị địa lý và nhắm mục tiêu theo địa lý. Quảng cáo, ví dụ như các biểu ngữ (hiển thị) sẽ chỉ được vận chuyển trong một môi trường cụ thể (bán kính, mã zip).